# Crkva sv. Maksimilijana i župni dvor u Posavskim Bregima
Crkva sv. Maksimilijana i župni dvor u Posavskim Bregima je rimokatolička crkva u mjestu Posavski Bregi, općina Ivanić-Grad, zaštićeno kulturno dobro.

## Opis dobra
Župna crkva sv. Maksimilijana i župni dvor u Posavskim Bregima smješteni su uz cestu koja vodi kroz istoimeno naselje. Crkva je sagrađena 1815. godine. Riječ je o dvoranskom tipu crkve s lađom gotovo kvadratne osnove svođenom češkim svodom na koju se nadovezuje svetište zaključeno segmentnom apsidom. Volumen je određen karakterističnim zvonikom čije tijelo izrasta iznad zabatnog zaključka glavnog pročelja. Župni dvor je jednokatna građevina pravokutne osnove zaključena dvostrešnim krovištem sa zabatnim skošenjima. Crkva predstavlja kvalitetan primjeru kasnobaroknog tipa građevine s primjesama klasicizma koja je značajna u presjeku sakralne barokne arhitekture kontinentalne Hrvatske.

## Zaštita
Pod oznakom Z-1572 zavedena je kao nepokretno kulturno dobro - pojedinačno, pravna statusa zaštićena kulturnog dobra, klasificirano kao "sakralna graditeljska baština".